# كليوباترا السادسة
كليوباترا السادسة تريفينا ((باليونانية: Κλεοπάτρα Τρύφαινα)‏، تترجم حرفيا. الرائعة) أو كليوباترا تريفينا الثانية (توفيت حوالي 57 قبل الميلاد) كانت ملكة مصر البطلمية التي حكمت بجانب برنيكي الرابعة، التي كانت إما أختها أو ابنتها.
على الرغم من أن بعض المؤرخين الحديثين يطلقون عليها كليوباترا السادسة تريفينا، إلا أنها قد تكون متطابقة مع كليوباترا الخامسة، الأم المعروفة لبرنيكي الرابعة وزوجة الفرعون بطليموس الثاني عشر أوليتس. أو أن كليوباترا السادسة قد تكون ابنة بطليموس الثاني عشر أوليتس وبالتالي أخت أكبر لبرنيكي الرابعة، كليوباترا السابعة، بطليموس الثالث عشر، وبطليموس الرابع عشر. بعد أن حكمت مصر لمدة عام، توفيت كليوباترا السادسة لأسباب غير معروفة في 57 قبل الميلاد، وبعد ذلك عاد بطليموس الثاني عشر أوليتس إلى مصر بمساعدة عسكرية رومانية للإطاحة بابنته المنافسة برنيكي الرابعة في 55 قبل الميلاد.

## السياق التاريخي
في عام 59 قبل الميلاد، كان يوليوس قيصر أحد قناصل روما. كان يُعتقد أن ضم مصر كان جزءًا من برنامجه السياسي، وكان العذر أن ملك مصر، بطليموس الثاني عشر أوليتس، كان طفلا غير شرعي وليس له الحق في الحكم. ومع ذلك، اشترى بطليموس دعم قيصر بتكلفة كبيرة، ومرر الرومان قانونًا للاعتراف ببطليموس أوليتس كملك شرعي لمصر. لم ينص المعاهدة على شيء بشأن قبرص، حيث كان بطليموس آخر، شقيق بطليموس أوليتس، ملكًا.
في 58 قبل الميلاد، ضم الرومان قبرص، وانتحر الملك المخلوع. أدى فقدان قبرص والحالة السيئة للاقتصاد المصري بعد الرشاوى إلى قيصر إلى اضطرابات مدنية في عاصمة بطليموس أوليتس، الإسكندرية. غير قادر على قمع الاضطرابات بمفرده، ذهب بطليموس أوليتس في 58 قبل الميلاد إلى روما لطلب الدعم العسكري، تاركًا عائلته في مصر. في غيابه، أعلن السكندريون خلعه، ورشحوا ابنته برنيكي الرابعة إبفانيا و(وفقًا للمؤرخ القديم فورفيري أو فرفوريوس الصوري) "[كبرى بناته] كليوباترا السادسة تريفينا كملكتين مشتركين في الحكم".
غير قادر على حشد الدعم الفوري من الرومان، لم يتمكن بطليموس أوليتس في البداية من استعادة مملكته من الملكتين. من 58 قبل الميلاد حتى نهاية 57 قبل الميلاد، أقام في روما أو في فيلا بومبي في تلال ألبان، مشغولاً بالعمل على أعضاء مجلس الشيوخ من خلال الرشاوى أو الوعود، والتدبير لاغتيال المبعوثين المرسلين من الإسكندرية إلى روما؛ ثم غادر روما وذهب إلى أفسس، وعاش في الحرم المقدس لأرتميس. في هذه الأثناء، يُعتقد أن كليوباترا تريفينا توفيت في 57 قبل الميلاد لأسباب غير معروفة، تاركة الشابة برنيكي ملكة وحيدة في الإسكندرية لمدة عامين آخرين. في ربيع 55 قبل الميلاد، غزا بطليموس وقوة رومانية مصر. هُزمت برنيكي، وأُعيد تنصيب بطليموس أوليتس ملكًا في الإسكندرية بمساعدة الرومان. أحد أولى أفعال بطليموس أوليتس بعد استعادته كان إعدام ابنته برنيكي، لجريمة اغتصاب عرشه.

## العلاقة الأسرية لكليوباترا السادسة مع الأسرة البطلمية
هوية كليوباترا السادسة تريفينا أو بالأحرى علاقتها الأسرية ببطليموس الثاني عشر أوليتس وبرنيكي الرابعة إبفانيا ليست واضحة على الإطلاق. لا يمكن إعادة بناء شجرة عائلة للأجيال اللاحقة من أسرتها، الأسرة البطلمية، بأي يقين. سجلات البطالمة لهذه الفترة بعيدة كل البعد عن الاكتمال، وغالبًا ما تكون مجزأة، وأحيانًا متناقضة، وتلك التي تشهد على وجود كليوباترا السادسة تريفينا محدودة بشكل خاص. المصدر الوحيد، وهو رواية فورفيري المذكورة أعلاه، يسجل صراحة أن برنيكي الرابعة كانت تحكم بالاشتراك مع ملكة تدعى كليوباترا تريفينا، وفقط فورفيري، في تلك الرواية نفسها، يسجل أن بطليموس الثاني عشر أوليتس كان لديه ابنة تدعى كليوباترا تريفينا.
إذا كان فورفيري صحيحًا، فمن المحتمل أن كليوباترا السادسة تريفينا كانت ابنة بطليموس الثاني عشر أوليتس من زوجته كليوباترا الخامسة تريفينا. على هذا النحو، ستكون كليوباترا السادسة تريفينا أختًا أكبر لكليوباترا السابعة الشهيرة، وستكون سنة ميلادها حوالي 75 قبل الميلاد. ومع ذلك، فإن رواية فورفيري تتعارض تمامًا مع رواية سترابو، الذي يذكر أن بطليموس الثاني عشر أوليتس كان لديه ثلاث بنات فقط: يمكن التعرف عليهن بثقة لأن بيرانيس الرابعة كانت صغيرة جداً لتتولى الحكم بمفردها. في ربيع 55 ق.م، غزا بطليموس وجيش روماني مصر. هُزمت بيرانيس، وأعيد بطليموس أليتس مرة أخرى كملك في الإسكندرية من قبل الرومان. كان من أولى أعمال بطليموس أليتس بعد استعادته عرشه هو إعدام ابنته بيرانيس بتهمة اغتصاب العرش.

## العلاقة الأسرية لكليوباترا السادسة بسلالة البطالمة
إن هوية كليوباترا السادسة تريفينا أو بالأحرى علاقتها الأسرية ببطليموس الثاني عشر أليتس وبيرانيس الرابعة أبيفانيا، غير واضحة. لا يمكن إعادة بناء شجرة عائلة الأجيال الأخيرة لعائلتها، سلالة البطالمة، بدقة. السجلات الخاصة بالبطالمة في هذه الفترة غير مكتملة، غالباً ما تكون مجزأة، وأحياناً متناقضة، وتلك التي تشهد على وجود كليوباترا السادسة تريفينا محدودة بشكل خاص. المصدر الوحيد، حساب بورفيري المذكور أعلاه، يسجل فقط بيرانيس الرابعة كمتشاركة في الحكم مع ملكة تدعى كليوباترا تريفينا، وفقط بورفيري، في نفس الحساب، يسجل بطليموس الثاني عشر أليتس كأب لكليوباترا تريفينا.
إذا كان بورفيري صحيحاً، فمن المحتمل أن كليوباترا السادسة تريفينا كانت ابنة بطليموس الثاني عشر أليتس من زوجته كليوباترا الخامسة تريفينا. كليوباترا السادسة تريفينا كانت ستكون الأخت الكبرى لكليوباترا السابعة الشهيرة، وكان من المحتمل أن يكون عام ميلادها حوالي 75 ق.م. ومع ذلك، يتناقض حساب بورفيري بشكل مباشر مع سترابو، الذي ذكر أن بطليموس الثاني عشر أليتس كان لديه ثلاث بنات فقط: يمكن تحديد هؤلاء على نحو موثوق به بيرانيس الرابعة، كليوباترا السابعة، وأرسينوي الرابعة، مما لا يترك مجالاً لوجود كليوباترا السادسة.
يقترح بعض المؤرخين الآخرين أن كليوباترا السادسة تريفينا قد تكون هي نفسها كليوباترا الخامسة تريفينا، الزوجة الوحيدة المسجلة لبطليموس الثاني عشر أليتس. كانت كليوباترا الخامسة تريفينا ملكة قرينة لمصر من زواجها من بطليموس في عام 79 ق.م حتى اختفائها الغامض من السجلات في عام 69 ق.م. يعتقد بعض المؤرخين أن اختفائها في عام 69 ق.م كان بسبب وفاتها. ومع ذلك، هناك نقش على معبد إدفو من الخامس من ديسمبر، 57 ق.م يقول: "بطليموس، أوزوريس الشاب، مع شقيقته، الملكة كليوباترا، الملقبة تريفينا." الملك هو بطليموس الثاني عشر (الذي لم يكن حاضراً في مصر في ذلك الوقت). كليوباترا تريفينا المذكورة في النقش ستكون زوجة الملك بدلاً من ابنته، ومن غير المحتمل أن يظهر الاسم لو كانت زوجة بطليموس الثاني عشر قد توفيت بالفعل قبل اثني عشر عاماً. إذا كانت كليوباترا الخامسة لا تزال على قيد الحياة في 57 ق.م، وفي ضوء حساب سترابو الذي يقول أن بطليموس الثاني عشر أليتس كان لديه ثلاث بنات فقط، يعتقد بعض المؤرخين أن الاحتمال الأكبر هو أن الشريكة في حكم بيرانيس الرابعة كانت والدتها، كليوباترا الخامسة تريفينا، بدلاً من (كما يقول بورفيري) أخت غير معروفة.

## مقالات ذات صلة
- كليوباترا
- المرأة في مصر القديمة

## روابط خارجية
- (بالفرنسية) Articles sur quelques grandes reines et princesses d'Égypte